# Lucas Da Cunha
Lucas Da Cunha (* 9. Juni 2001 in Roanne) ist ein französisch-portugiesischer Fußballspieler, der aktuell bei Como 1907 in der Serie B unter Vertrag steht.

## Karriere

### Verein
Da Cunha begann seine fußballerische Ausbildung beim Roanne Matel SFC, wo er von 2007 bis 2010 spielte. Anschließend spielte er bis 2016 bei Roannais Foot. Im Sommer 2016 wechselte er schließlich in die Jugendakademie von Stade Rennes. In der Saison 2017/18 spielte er bereits zweimal für die zweite Mannschaft in der National 2. Mit der U19 gewann er in der Saison 2018/19 die A-Junioren-Meisterschaft, nachdem er im Finale einen Hattrick schoss. Am 28. November 2019 kam er zu seinem Debüt im Profibereich in der Europa League nach Einwechslung gegen Celtic Glasgow. Am 4. Februar 2020 (23. Spieltag) wurde er bei einer 0:1-Niederlage gegen den OSC Lille spät eingewechselt und gab somit sein Debüt in der Ligue 1. In der Saison 2019/20 spielte er in der Youth League, der Europa League und der Ligue 1.
Im Sommer 2020 wechselte er zum Ligakonkurrenten OGC Nizza und wurde kurze Zeit später in die Schweizer Super League an den FC Lausanne-Sport verliehen. Bei einem 4:0-Sieg über den FC Zürich wurde er erneut eingewechselt und spielte bei dem 4:0-Sieg das erste Mal in der Schweiz. Bei einem 3:0-Auswärtssieg gegen den FC Vaduz schoss er nach Einwechslung in der Schlussphase sein erstes Tor im Profibereich überhaupt. In der gesamten Saison 2020/21 schoss er in 27 Ligaspielen sechs Tore. Zudem wurde er von den Fans zum Spieler des Vereins im April 2021 gewählt. Nach seiner Rückkehr zu Nizza stand er am 8. August 2021 (1. Spieltag) bei einem 0:0-Unentschieden gegen Stade Reims in der Startelf und debütierte somit für Nizza. Bis Mitte Januar 2022 kam er in der Liga zu zehn Einsätzen für den OGC. Noch im Januar wurde er an den Ligakonkurrenten Clermont Foot verliehen.
Nach einer halbjährigen Rückkehr ohne einen Einsatz in Nizza wechselte der Spieler im Januar 2023 zu Como 1907 in die italienische Serie B. Die Saison 2022/23 beendete Da Cunha mit 14 Einsätzen für Como, wobei er zweimal traf und zwei Treffer auflegte.

### Nationalmannschaft
Da Cunha kam zu diversen Einsätzen für französische Juniorennationalmannschaften bis zur U19.